# ألبرتو كوبو
ألبرتو كوبو (بالإسبانية: Alberto Cobo)‏ هو لاعب كرة قدم إسباني، ولد في 21 يونيو 1984 في جيان في إسبانيا. لعب مع ريال خاين.

## وصلات خارجية
- ألبرتو كوبو على موقع قاعدة بيانات كرة القدم.إي يو (الإنجليزية)
- ألبرتو كوبو على موقع AS.com (الإسبانية)